# Bruno Šundov
Bruno Šundov (Spalato, 10 febbraio 1980) è un ex cestista croato.

## Carriera
Centro di 221 centimetri, dopo aver ben impressionato nei tornei juniores, Šundov venne scelto al secondo giro dai Dallas Mavericks nel Draft NBA 1998. Dopo due stagioni ai Mavs passa agli Indiana Pacers (2000-2002), Boston Celtics (2002-03), Cleveland Cavaliers (2003-04) e New York Knicks (gennaio 2004 e 2004-05). Le sue medie: 1,7 punti e 1 rimbalzo nella sua carriera pro.
Šundov giocò, nel 2004, anche con il Maccabi Tel Aviv e con il RBC Verviers-Pepinster. Nel settembre 2005, dopo aver abbandonato l'NBA firmò per il club spagnolo dell'Alicante. Due anni dopo passò al club cipriota del Proteas EKA AEL, del quale risultò decisivo per il successo della sua squadra in Uleb Cup. Nel febbraio 2008 Šundov ritornò in Spagna, stavolta militando con il Baloncesto León. Nella stagione 2008-09 altri cambi di casacca, dapprima con l'ASK Riga e poco tempo dopo con il Cibona Zagabria.

## Palmarès
- Campionato bulgaro: 1

Academic Sofia: 2014-15
- Eurolega: 1

Maccabi Tel Aviv: 2003-04
- Coppa di Bulgaria: 1

Academic Sofia: 2012